# Margareta Böttiger
Margareta Böttiger, född Westerlund den 29 juli 1927 i Stockholm, är en svensk professor emerita och Sveriges statsepidemiolog 1976–1993.

## Biografi
Böttiger var student vid Lyceum för flickor i Stockholm 1946, med. lic. Karolinska institutet 1954. Hon tillträdde en tjänst vid Statens bakteriologiska laboratorium (SBL) 1957 och med. dr. på avhandlingen Studies on immunization with inactivated and live polio vaccines 1966 samt blev docent vid Karolinska Institutet samma år. Hon innehade en forskningstjänst genom Medicinska forskningsrådet 1967–1971 för kartläggning av polioskyddet i den svenska befolkningen. Åren 1976–1993 var hon professor och efterträdde professor Bo Zetterberg som chef för Epidemiologiska avdelningen vid SBL, tillika statsepidemiolog. Böttiger var ledamot av Statens Medicinska Forskningsråd 1986–1992. Efter pensioneringen är hon professor emerita och var internationellt forskningsaktiv under lång tid tillika med uppdrag bland annat som kommissionär inom WHO för övervakning av smittskyddsläget inom Europa, från Grönland till Rysslands gräns i öst.
Böttiger tjänstgjorde vid polioepidemin 1953 vid barnmedicin i Östersund och kom senare som virolog att engageras i forskning kring sjukdomen och försöken att få fram vaccin mot den. Hon kom att bli en av de drivande förespråkarna till att Sverige utvecklade, valde och kom att hålla fast vid inhemskt producerat inaktiverat poliovaccin (IPV) i stället för levande försvagat oralt poliovaccin (OPV). Efter framgångarna med poliovaccinationen riktades uppmärksamheten särskilt mot epidemiologisk forskning kring vaccinationer och av utformning av barnvaccinationsprogram samt smittutbrott relaterade till Sverige och ofta till svenskt reseliv. I samband med hepatit bland homosexuella män var Böttiger bland dem som initierade vad som sedan blev Venhälsan, Södersjukhuset, Stockholm. I och med att HIV/AIDS spreds över världen kom hon att sätta stort fokus och mycket engagemang på epidemiologi och bekämpning av denna smitta som bland annat ledamot i Aidsdelegationen; framträdanden och artiklar med upplysning och fältarbete omfattande injektionsmissbrukare liksom människor med ökad risk för smitta via sexuella kontakter och därmed också ett generellt arbete mot sexuellt överförbara sjukdomar (STD/STI).
Hon var sedan 1948 gift med Lars Erik Böttiger (1924-2009), och är sedan 1975 bosatt huvudsakligen på byggnadsminnesmärkta Villa Gransäter, en byggnad med första byggår 1887 och vid millennieskiftet i huvudsak i ursprungligt skick.